# 赵新良
赵新良（1944年—），男，满族，辽宁岫岩人，中华人民共和国政治人物，曾任辽宁省人民政府副省长，辽宁省政协副主席，第七、十届全国人大代表。